# Dendronephthya lutea
Dendronephthya lutea is een zachte koraalsoort uit de familie Nephtheidae. De koraalsoort komt uit het geslacht Dendronephthya. Dendronephthya lutea werd in 1905 voor het eerst wetenschappelijk beschreven door Kükenthal. 